# Naucles reventazoni
Naucles reventazoni is een keversoort uit de familie bloemspartelkevers (Scraptiidae). De wetenschappelijke naam van de soort is voor het eerst geldig gepubliceerd in 1972 door Franciscolo.